# Ocnerostoma friesei
Ocnerostoma friesei là một loài bướm đêm thuộc họ Yponomeutidae. Nó được tìm thấy ở châu Âu và Nhật Bản. The species closely resembles Ocnerostoma piniariella.
Sải cánh dài 8–10 mm. Con trưởng thành bay làm hai đợt từ tháng 4 đến tháng 5 và again từ tháng 8 đến tháng 10. .
Ấu trùng ăn Scots Pine.